# Armungia
Armungia (sardisk: Armùngia, Armùnja) er en by og en kommune (comune) i provinsen Sud Sardegna i regionen Sardinien i Italien. Byen ligger i 366 meters højde og har 474 indbyggere (2016). Kommunen har et areal på 54,75 km² og grænser til kommunerne Ballao, San Nicolò Gerrei, Villaputzu og Villasalto.